# Bițu Fălticineanu
Bițu Fălticineanu, né le 16 avril 1925 à Sibiu et mort le 5 janvier 2012 à Bucarest, est un réalisateur roumain.

## Biographie
Fălticineanu naît dans la ville de Sibiu en 1925. Tout au long de sa carrière, il travaille avec des artistes du théâtre Constantin Tanase, tels que Stela Popescu (en), Alexandru Arșinel (en), Nae Lăzărescu (en) et Vasile Muraru (ro), créant des duos de divertissement.
Lors de la saison de représentations 2011-2012 au Théâtre Constantin, plusieurs de ses œuvres sont jouées, telles que « Applaudissements, Applaudissements », « Idoles de femmes », « Revista Magazinelor » et « Arca lui Nae şi Vasile ». Il réalise également Allô, il y a Stroe !, à l'occasion du 105e anniversaire de la naissance de Nicolae Stroe (ro). Il produit plus de 200 spectacles tout au long de sa carrière, travaillant jusqu'un an avant sa mort.
Il meurt le 5 janvier 2012 des suites d'une longue maladie et est enterré au cimetière juif séfarade de Bucarest.